# Go-Ahead Group
Go-Ahead Group plc là nhà cung cấp vận tải hành khách ở Anh, Ireland, Singapore, Na Uy và Đức, với hơn một tỷ hành trình được thực hiện trên các dịch vụ xe buýt và xe lửa mỗi năm. Chứng khoán cuẩ công ty được liệt kê trong FTSE 250 Index được niêm yết trên thị trường chứng khoán London.